# Ectropis squamosa
Ectropis squamosa là một loài bướm đêm trong họ Geometridae.